# Liste der Biografien/Gerz
Liste der Biografien |
Portal Biografien |
Personensuche
# |
A |
B |
C |
D |
E |
F |
G |
H |
I |
J |
K |
L |
M |
N |
O |
P |
Q |
R |
S |
T |
U |
V |
W |
X |
Y |
Z |
?
 
Ga |
Gb |
Gc |
Gd |
Ge |
Gf |
Gh |
Gi |
Gj |
Gk |
Gl |
Gm |
Gn |
Go |
Gp |
Gq |
Gr |
Gs |
Gu |
Gv |
Gw |
Gy |
Gz
 
Gea |
Geb |
Gec |
Ged |
Gee |
Gef |
Geg |
Geh |
Gei |
Gej |
Gek |
Gel |
Gem |
Gen |
Geo |
Gep |
Ger |
Ges |
Get |
Geu |
Gev |
Gew |
Gex |
Gey |
Gez
 
Gera |
Gerb |
Gerc |
Gerd |
Gere |
Gerf |
Gerg |
Gerh |
Geri |
Gerk |
Gerl |
Germ |
Gern |
Gero |
Gerp |
Gerr |
Gers |
Gert |
Geru |
Gerv |
Gerw |
Gery |
Gerz
Die Liste der Biografien führt alle Personen auf, die in der deutschsprachigen Wikipedia einen Artikel haben. Dieses ist eine Teilliste mit 18 Einträgen von Personen, deren Namen mit den Buchstaben „Gerz“ beginnt.

## Gerz
- Gerz, Alfons (1913–1995), deutscher Journalist
- Gerz, Ferdinand (* 1988), deutscher Segler
- Gerz, Fred (* 1944), deutscher Bildhauer
- Gerz, Jochen (* 1940), deutscher Künstler
- Gerz, Katjana (* 1985), deutsch-amerikanische SchauspielerinKatjana Gerz (* 1985)

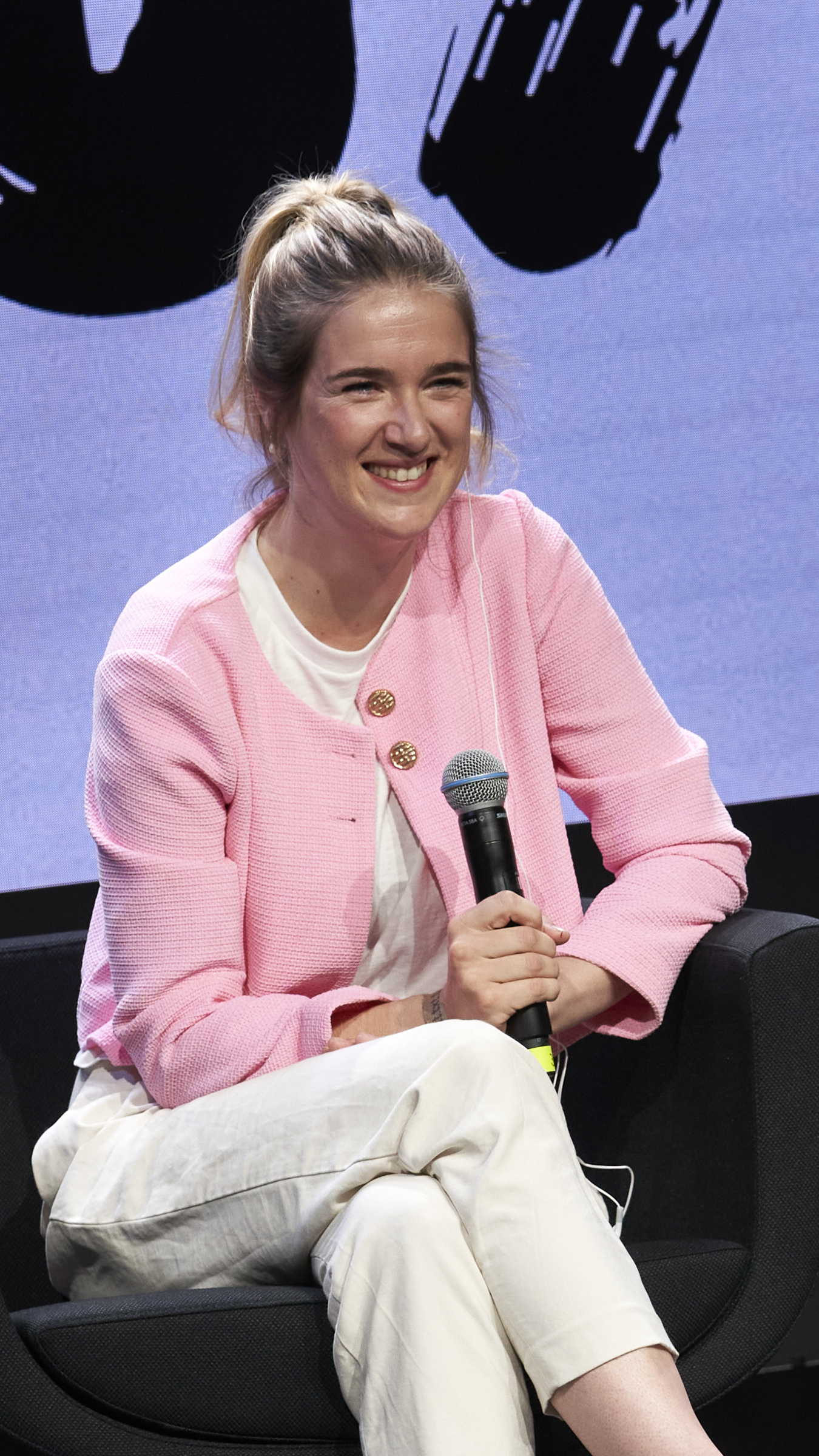
Katjana Gerz (* 1985)

- Gerz, Wolfgang (1952–2023), deutscher Arzt und Regattasegler

### Gerza
- Gerżabek, Adam (1898–1965), polnischer Maler und Kunstkritiker
- Gerzabek, Martin (* 1961), österreichischer Ökologe und Bodenkundler

### Gerze
- Gerzenberg, Daniel (* 1991), deutscher Pianist

### Gerzh
- Gerzhofer, Camilla (1888–1961), österreichische Schauspielerin bei Bühne und Film

### Gerzi
- Gerzić, Nordin (* 1983), schwedischer Fußballspieler
- Geržina, Aleksander (* 1966), slowenischer Politiker und Diplomat

### Gerzl
- Gerzlich, Hans (* 1967), deutscher Kabarettist und Comedian

### Gerzn
- Gerzner, Marianne (1914–1990), österreichische Schauspielerin und Hörspielsprecherin

### Gerzo
- Gerzon, Michael (1945–1996), britischer Mathematiker und Audio-Experte
- Geržová, Monika (* 1970), slowakische Fußballspielerin

### Gerzs
- Gerzso Wendland, Gunther (1915–2000), mexikanischer Maler, Szenenbildner und Kostümbildner

### Gerzy
- Gerzymisch, Heidrun (* 1944), deutsche Translationswissenschaftlerin